# 青山里戦闘

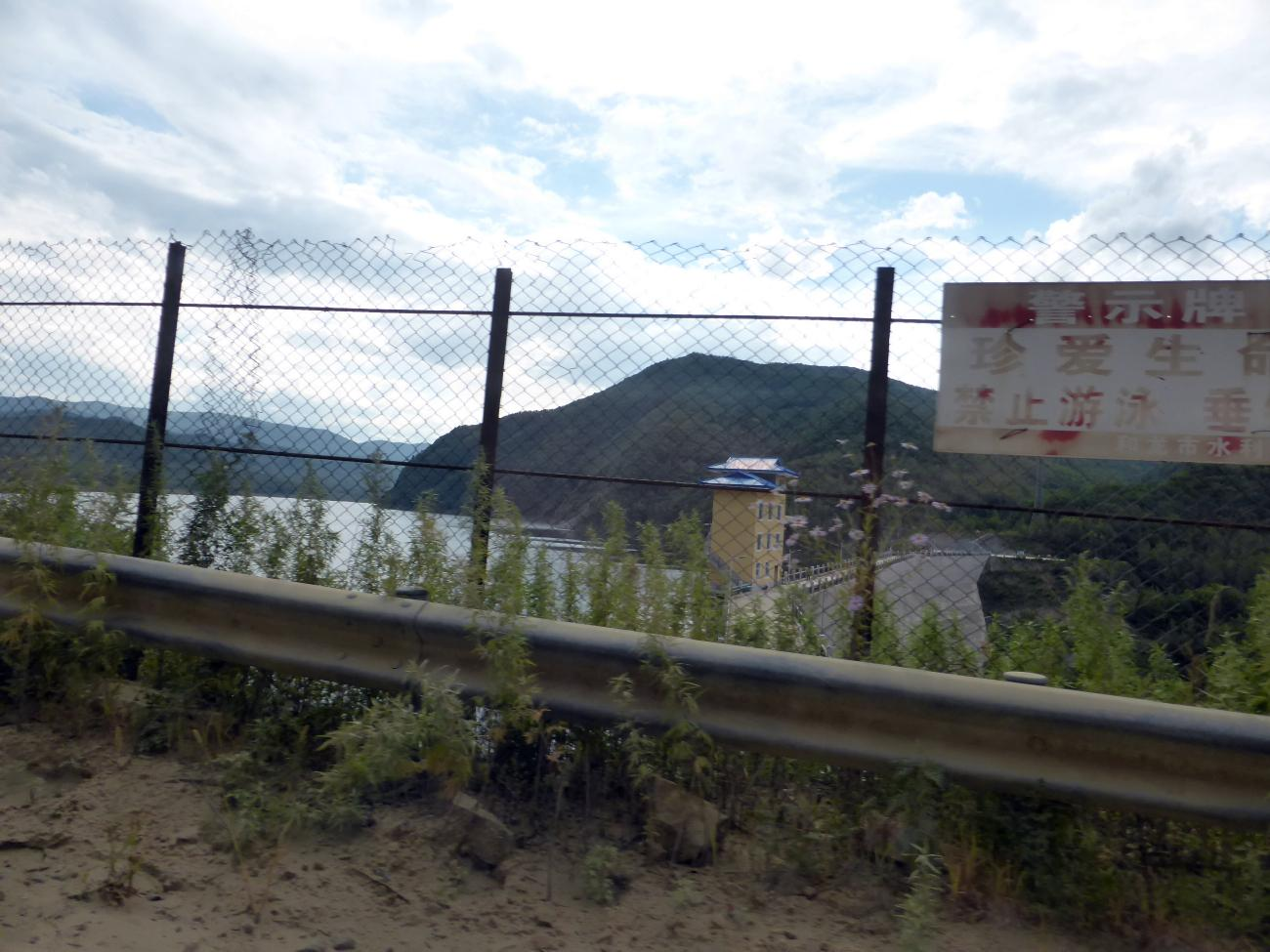
和龍市内から青山村の途中にあるダム

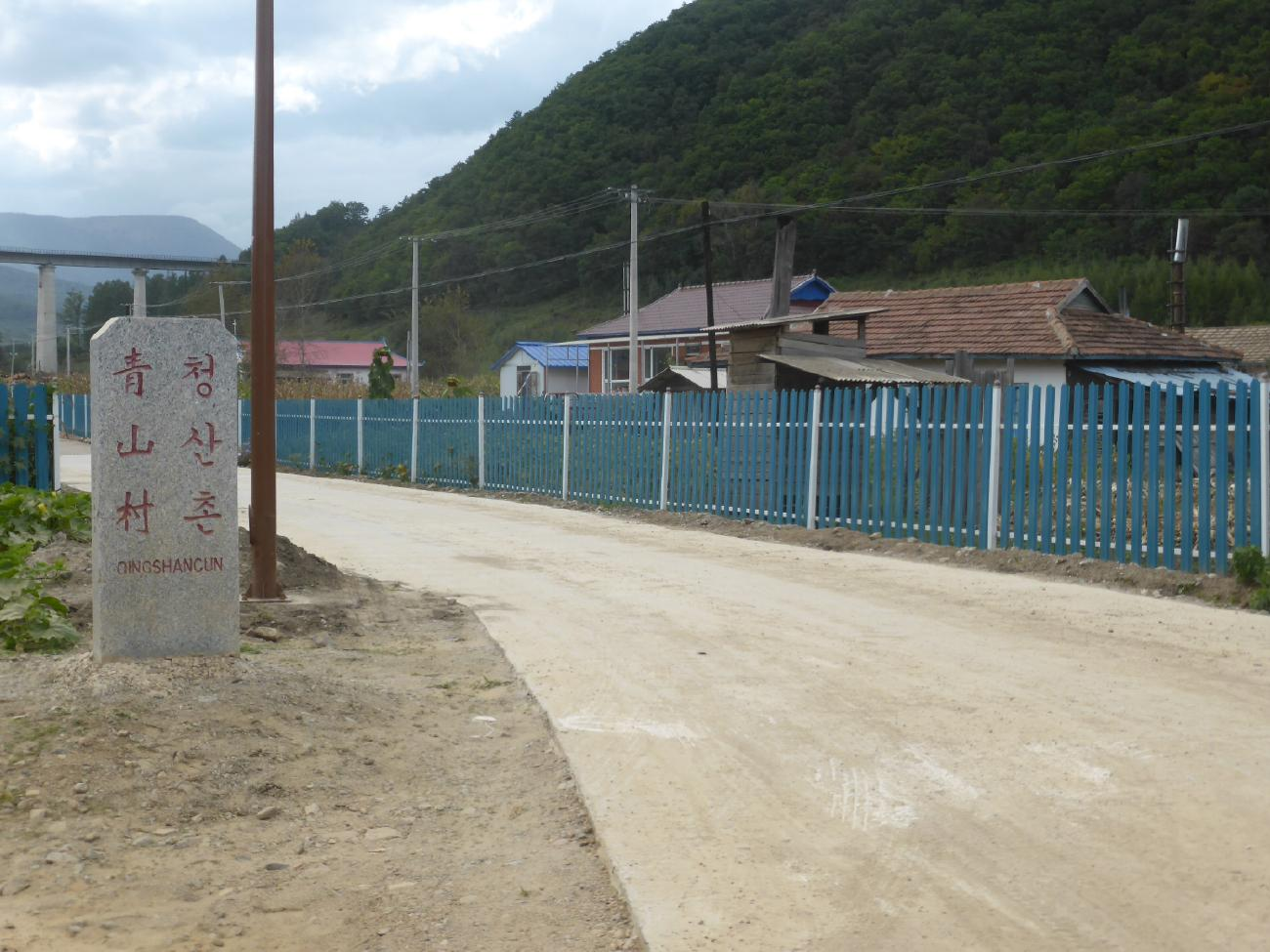
青山村の入り口。市内から車で25分程

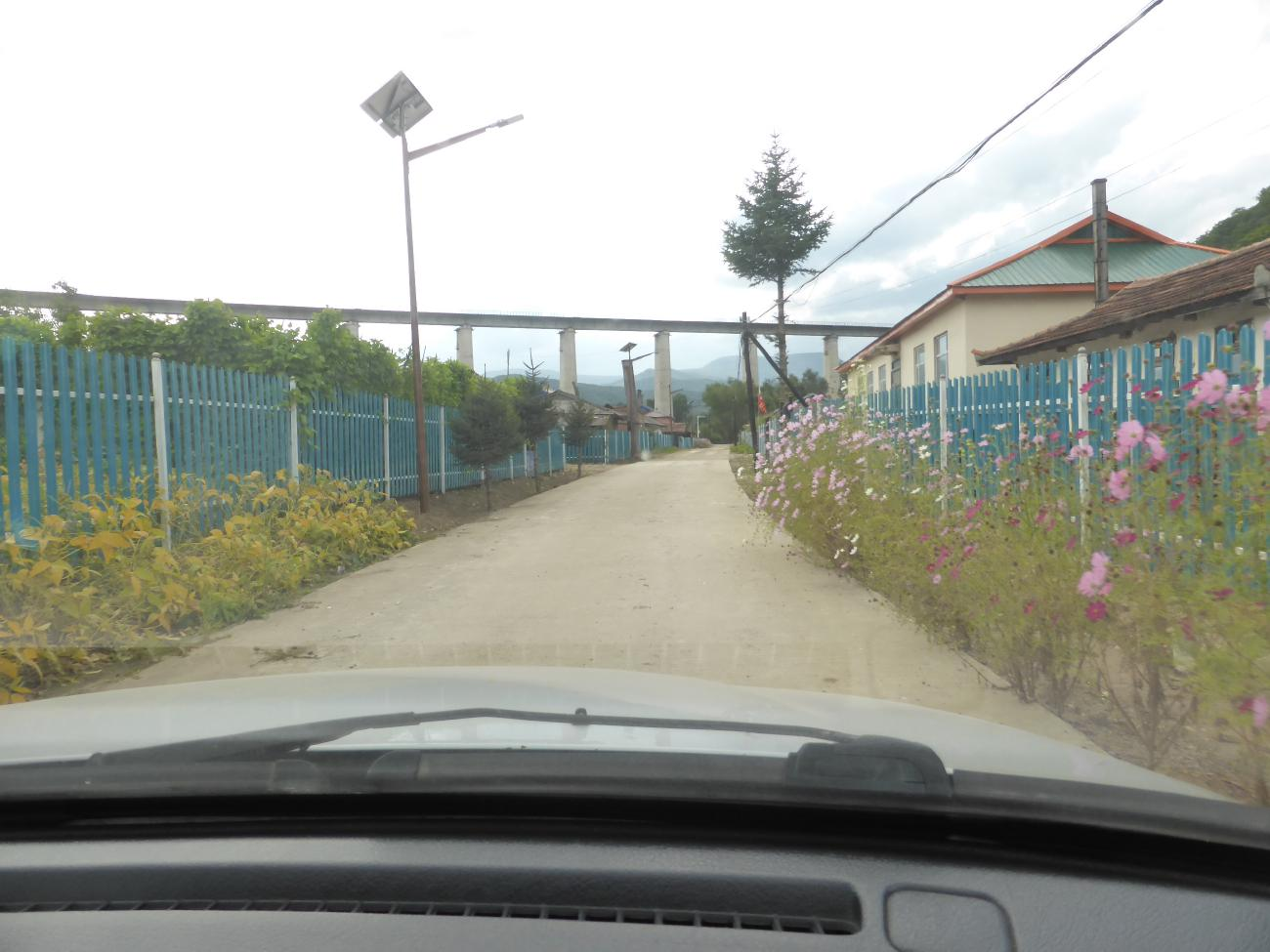
青山村は小さな集落。この先に検問所があり住民以外は通行不可

青山里戦闘（せいざんり（チョンサンリ）せんとう）は、間島出兵中の1920年10月21日から26日にかけ、満州の間島和竜県（現・中華人民共和国吉林省延辺朝鮮族自治州和竜市）の青山里付近で、日本軍と朝鮮人の独立運動武装組織及び中国人の馬賊との間で行われた戦闘。

## 経過
間島出兵で延吉県と和竜県方面を担当し、武装組織を敦化県及び安図県方面に脱出させることのないよう注意するよう師団長の訓令を受けた東正彦少将は、10月15日に竜井村に到着し東支隊を編成した。同月17日に機関銃を有する500～600人の武装組織が頭道溝の西南約10里の青山里付近の谷に留まるとの情報を得て、1. 山田隊（主力：歩兵第73連隊）は速やかに賊の西方に進出し退路を断ち主力をもって討伐する。2. 騎兵連隊は後車廠溝、前車廠溝、昇平嶺から迂回し老嶺方面の退路の遮断に努める。3. 歩兵第74連隊の2中隊等は頭道溝にて待機する。と、部隊編成と作戦行動支持を命じた。山田隊は二縦隊で青山里へと進軍し、同月18日に右縦隊の中村大隊は頭道溝を、山田隊は竜井村をそれぞれ出発した。右縦隊は蜂蜜溝を経て青山里へ向い、同月19日に蜂蜜溝の西南約3000メートルの谷で40人の中国人馬賊と衝突し、2人を負傷させ撃退した。山田隊は頭遣溝南方の八家子を経て、同月20日に三道溝に到着した。
山田隊は武装組織が同月20日未明に奥地へ逃れたことを知り、これを捜索しつつ同地で宿営した。同月21日には右縦隊が合流し、山田隊は密林を捜索して付近の部落を掃討し、安川少佐の指揮する選抜歩兵1中隊が追撃隊として老嶺方面に向かうと、宿営地から1里のところに600人ほどの武装組織の宿営地跡を発見した。追撃隊は警戒しつつ600～700メートル程進んだところで武装組織の銃撃を受け、直ちに応戦して30分程の戦闘を行ったところで武装組織は逐次退却をはじめ、山田隊の主力も加えて老嶺方面に追撃したが、武装集団は密林に火を放ち、その隙に老嶺の東南の谷や密林に一部を残し安図県方面に退却してしまったため、ひとまず再編成のために主力の位置に撤退した。この戦いにより、日本軍の戦死者は兵卒4人、負傷者は下士官1人、兵卒2人、武装組織の遺棄死体は16人であった。

## 争点

### 日本軍の損害
韓国系の文献は、青山里戦闘を「青山里大捷」と呼び、独立軍の大勝利であったとしている。「青山里大捷」は韓国が言うところの「韓民族の独立運動」の中で重要な部分を占めており、大韓民国の「建国神話」の中核をなす。韓国とは対照的に、北朝鮮版の「独立運動史」は青山里戦闘に言及していない。
韓国側の日本軍の損害についての見解は、朴殷植の『朝鮮独立運動之血史』(1920)は「加納連隊長以下900余〜1,600余人」、韓国中央選挙管理委員会編刊『大韓民国政党史』(1964)は「千余人」、韓国国防部戦史編纂委員会『韓国戦争史』(1967)は「死傷3,300人」、趙芝薫『韓国民族運動史』(1975)は「加納連隊長以下3,300人」としている。年を経るごとに日本軍の損害は誇張されていっている。同時に、日本軍の兵力、独立軍の兵力も膨れ上がり、戦闘の主役が金佐鎮から李範奭に移っている。
日本側の史料によれば、青山里戦闘で受けた日本軍の損害は、戦死11、負傷24のみで将校の死傷は見当たらない。この報告は靖国神社の合祀名簿によって裏付けられている。また、間島出兵後の第19師団の備蓄兵器調査においても、日本軍の戦闘損耗はきわめて軽微だったことが確認されている。
韓国側の文献に唯一実名が挙げられているのが「加納連隊長」である。『朝鮮独立運動之血史』は、日本領事の秘密報告書が加納連隊長の戦死を報告していると主張している。
しかし、そのような領事報告は確認されていない。「加納連隊長」に該当する人物として考えられるのは、騎兵第27連隊長の加納信暉大佐であるが、加納信暉の名前が戦死者名簿にないだけでなく、間島出兵後の1922年（大正11年）まで連隊長を務めていたことが判明している。
抗日運動にも参加していた金学鉄は、市民団体の機関紙の取材に対し「鳳梧洞戦闘や青山里戦闘の戦果は少なくとも300倍は誇張されたもの」と答えている。